# Autoroute A25 (Belgique)
Pour les articles homonymes, voir A25.
L'autoroute belge A25 (classée en tant qu'E25) est une autoroute reliant Liège à Maastricht. Son tracé est parallèle entre Cheratte et la frontière néerlandaise à celui de la ligne 40 des chemins de fer belges.
L'extrémité sud de l'autoroute, de la sortie 6 (Jupille) à l'entrée de la ville de Liège, devrait être réaménagée en boulevard urbain.

## Description du tracé
|   | Dénomination                         | Destinations                                       | BK   |
| - | ------------------------------------ | -------------------------------------------------- | ---- |
|   | Frontière néerlandaise               | Maastricht, Eindhoven                              | 0,0  |
| 1 | Moelingen/Mouland                    | Fourons (Mouland), Visé (Lixhe)                    | 0,4  |
|   | Mouland                              |                                                    | 0,6  |
| 2 | Visé                                 | Visé, Dalhem                                       | 2,7  |
|   | Visé                                 |                                                    | 4,1  |
| 3 | Argenteau                            | Visé (Argenteau), Oupeye (Hermalle-sous-Argenteau) | 5,2  |
| 4 | Cheratte                             | Cheratte                                           | 7,7  |
|   | Échangeur de Cheratte                | Autoroute Bruxelles − Liège − Aix-la-Chapelle      | 9,0  |
| 5 | Wandre Herstal                       | Herstal, Liège (Wandre)                            | 10,3 |
| 6 | Jupille                              | Liège (Jupille-sur-Meuse, Île Monsin)              | 13,4 |
| 7 | Coronmeuse                           | Liège (Coronmeuse, Bressoux, Saint-Léonard)        | 15,5 |
|   | Fin de l'autoroute, prolongée par la | Liège (quais de la Meuse)                          | 15,7 |

## Statistiques de fréquentation
|                             |                                             |
| 1 Mouland − 2 Visé (BK 1,5) | 4 Cheratte − Échangeur de Cheratte (BK 8,2) |

## Galerie d'images

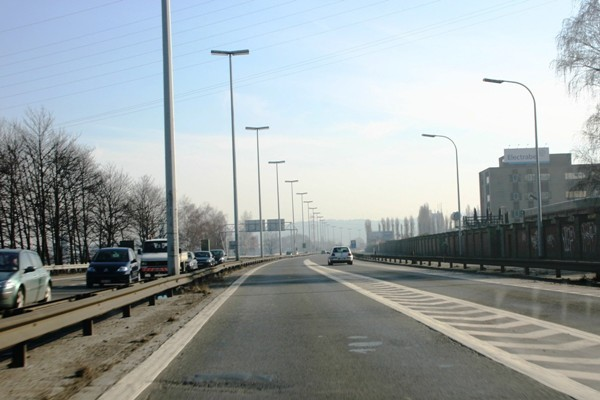
Début de l'autoroute à Liège en direction de Visé.
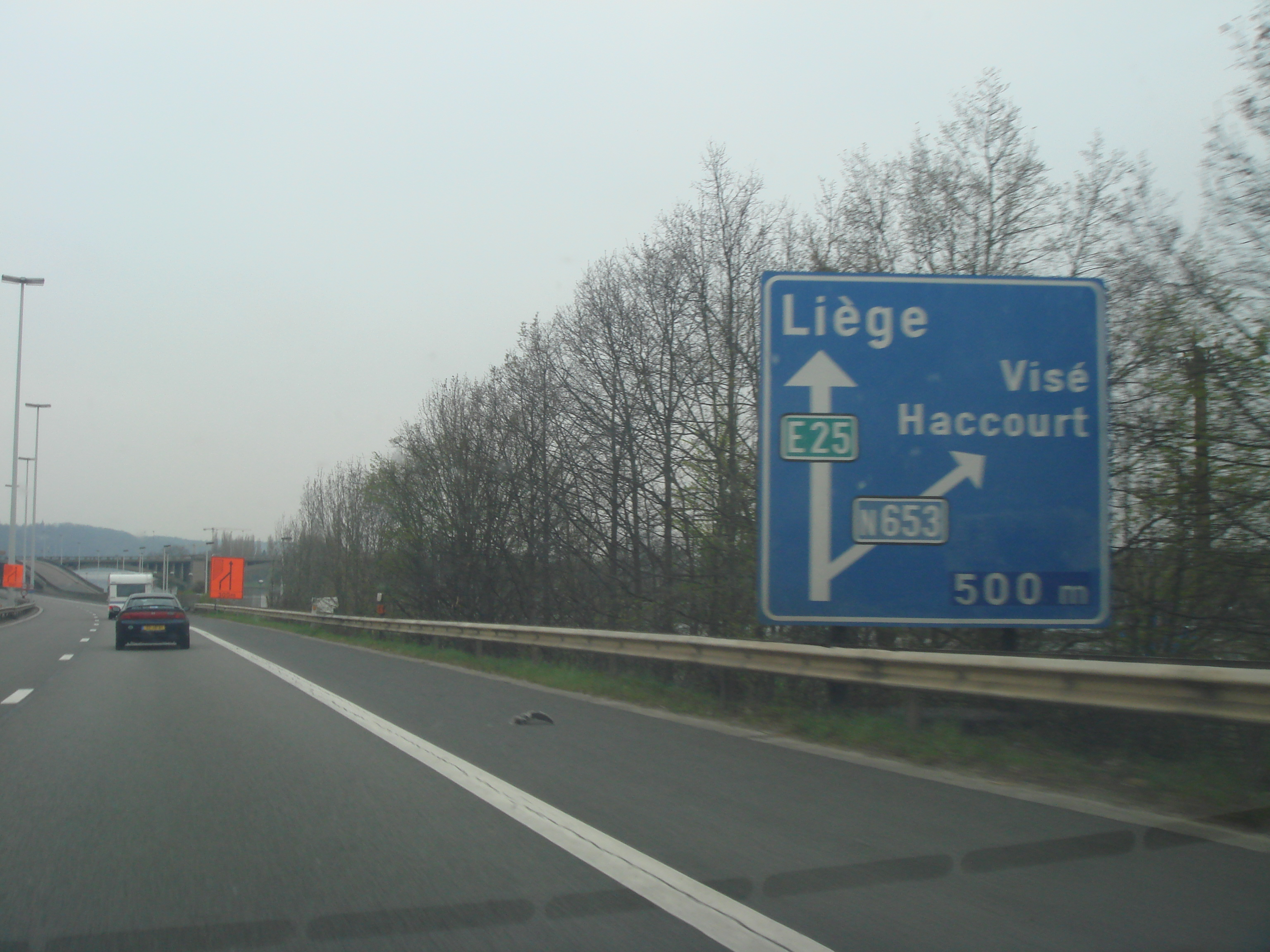
L'A25 dans la direction de Liège.
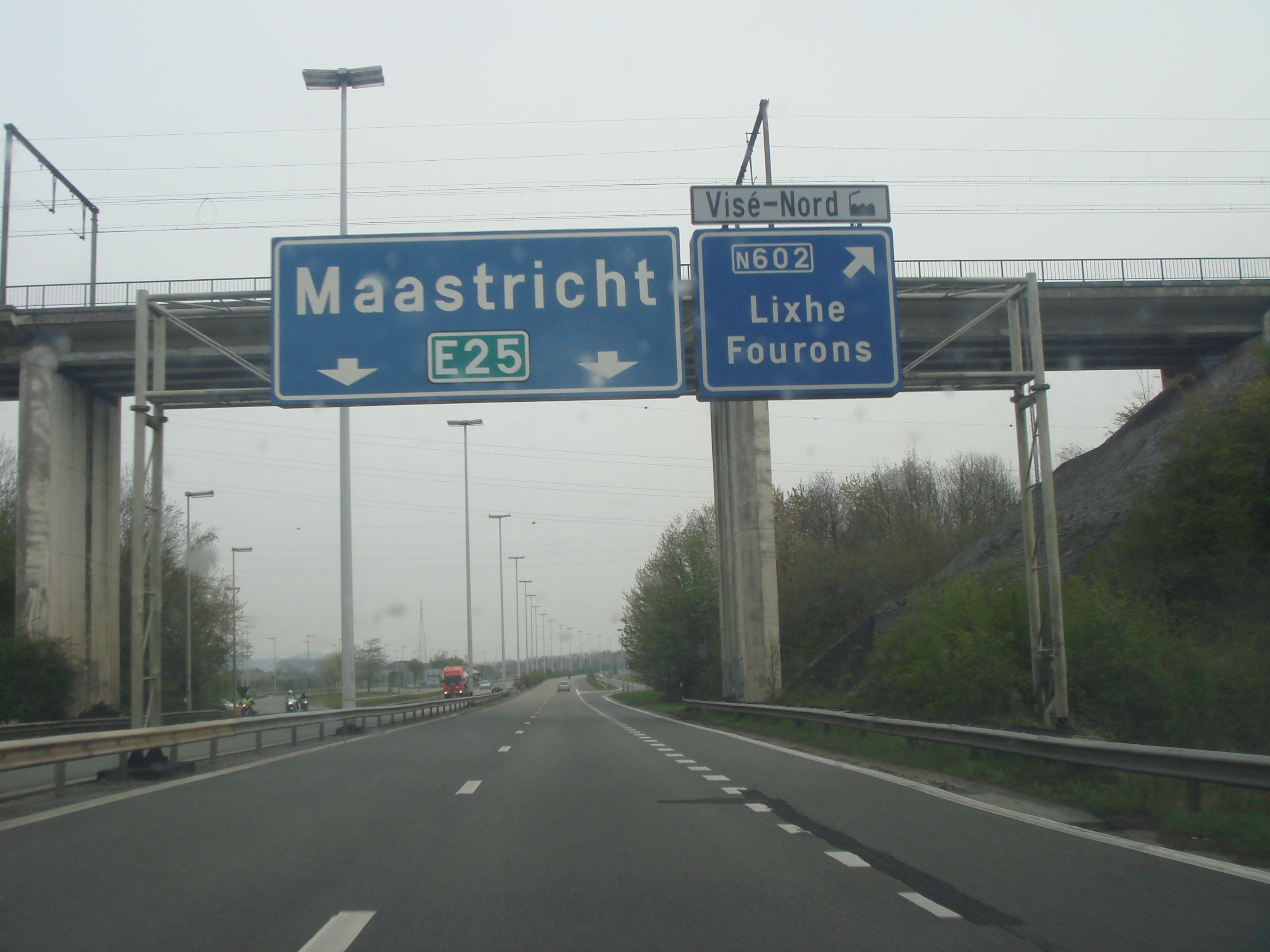
Fin de l'A25 en direction de Maastricht.